# Branchiostoma minucauda
Branchiostoma minucauda är en ryggsträngsdjursart som beskrevs av Gilbert Percy Whitley 1932. Branchiostoma minucauda ingår i släktet Branchiostoma och familjen lansettfiskar. Inga underarter finns listade.